# 1982-es labdarúgó-világbajnokság-selejtező (UEFA)
Az 1982-es labdarúgó-világbajnokság selejtezőjének UEFA-zónájában összesen 33 nemzet harcolhatta ki a világbajnoki részvételt. Spanyolország rendezőként automatikusan kijutott a világbajnokságra, így a fennmaradó 13 helyért 32 ország válogatottja versenyzett. Az európai zóna összesen 14 helyet kapott a 24-es mezőnyben, 
A 32 csapatot hét csoportba sorolták, az 1–6. csoportban öt, míg a 7. csoportban három csapat szerepelt. A csapatok egymás ellen oda-visszavágós alapon, hazai pályán és idegenben egyaránt megmérkőztek. A csoportgyőztesek és a második helyezettek kijutottak az 1982-es világbajnokságra, kivéve a legkisebb létszámú 7. csoportot, ahol csak a csoportgyőztes szerzett részvételi jogot a tornára. 

## Kiemelés
A sorsolást 1979. október 14-én tartották Zürichben, Svájcban.
| A kalap                                                                            | B kalap                                                                            | C kalap                                                               | D kalap                                                                  | E kalap                                                             |
| ---------------------------------------------------------------------------------- | ---------------------------------------------------------------------------------- | --------------------------------------------------------------------- | ------------------------------------------------------------------------ | ------------------------------------------------------------------- |
| Anglia · Skócia · Csehszlovákia · Lengyelország · Olaszország · Hollandia · NSZK · | Jugoszlávia · Franciaország · Ausztria · Magyarország · Szovjetunió · Svédország · | NDK · Belgium · Wales · Portugália · Svájc · Görögország · Bulgária · | Románia · Észak-Írország · Törökország · Dánia · Finnország · Írország · | Málta · Albánia · Ciprus · Luxemburg · Izland · Norvégia · Izrael · |

### Összegezve
| 1. csoport                        | 2. csoport                      | 3. csoport                     | 4. csoport                   | 5. csoport                        | 6. csoport                         | 7. csoport      |
| --------------------------------- | ------------------------------- | ------------------------------ | ---------------------------- | --------------------------------- | ---------------------------------- | --------------- |
| · NSZK                            | · Belgium                       | · Szovjetunió                  | · Magyarország               | · Jugoszlávia                     | · Skócia                           | · Lengyelország |
| · Ausztria                        | · Franciaország                 | · Csehszlovákia                | · Anglia                     | · Olaszország                     | · Észak-Írország                   | · NDK           |
| · Bulgária · Albánia · Finnország | · Írország · Hollandia · Ciprus | · Wales · Izland · Törökország | · Románia · Svájc · Norvégia | · Dánia · Görögország · Luxemburg | · Svédország · Portugália · Izrael | · Málta         |

## Csoportok

### 1. csoport
| Hely. | Csapat     | M | Gy | D | V | G+ | G– | Gk  | P  | Továbbjutás                          |     | Nyugat-Németország | Ausztria | Bulgária | Albánia | Finnország |
| ----- | ---------- | - | -- | - | - | -- | -- | --- | -- | ------------------------------------ | --- | ------------------ | -------- | -------- | ------- | ---------- |
| 1.    | NSZK       | 8 | 8  | 0 | 0 | 33 | 3  | +30 | 16 | Kijutott az 1982-es világbajnokságra |     | —                  | 2–0      | 4–0      | 8–0     | 7–1        |
| 2.    | Ausztria   | 8 | 5  | 1 | 2 | 16 | 6  | +10 | 11 | Kijutott az 1982-es világbajnokságra |     | 1–3                | —        | 2–0      | 5–0     | 5–1        |
| 3.    | Bulgária   | 8 | 4  | 1 | 3 | 11 | 10 | +1  | 9  |                                      |     | 1–3                | 0–0      | —        | 2–1     | 4–0        |
| 4.    | Albánia    | 8 | 1  | 0 | 7 | 4  | 22 | −18 | 2  |                                      | 0–2 | 0–1                | 0–2      | —        | 2–0     |            |
| 5.    | Finnország | 8 | 1  | 0 | 7 | 4  | 27 | −23 | 2  |                                      | 0–4 | 0–2                | 0–2      | 2–1      | —       |            |

### 2. csoport
| Hely. | Csapat        | M | Gy | D | V | G+ | G– | Gk  | P  | Továbbjutás                          |     | Belgium | Franciaország | Írország | Hollandia | Ciprusi Köztársaság |
| ----- | ------------- | - | -- | - | - | -- | -- | --- | -- | ------------------------------------ | --- | ------- | ------------- | -------- | --------- | ------------------- |
| 1.    | Belgium       | 8 | 5  | 1 | 2 | 12 | 9  | +3  | 11 | Kijutott az 1982-es világbajnokságra |     | —       | 2–0           | 1–0      | 1–0       | 3–2                 |
| 2.    | Franciaország | 8 | 5  | 0 | 3 | 20 | 8  | +12 | 10 | Kijutott az 1982-es világbajnokságra |     | 3–2     | —             | 2–0      | 2–0       | 4–0                 |
| 3.    | Írország      | 8 | 4  | 2 | 2 | 17 | 11 | +6  | 10 |                                      |     | 1–1     | 3–2           | —        | 2–1       | 6–0                 |
| 4.    | Hollandia     | 8 | 4  | 1 | 3 | 11 | 7  | +4  | 9  |                                      | 3–0 | 1–0     | 2–2           | —        | 3–0       |                     |
| 5.    | Ciprus        | 8 | 0  | 0 | 8 | 4  | 29 | −25 | 0  |                                      | 0–2 | 0–7     | 2–3           | 0–1      | —         |                     |

### 3. csoport
| Hely. | Csapat        | M | Gy | D | V | G+ | G– | Gk  | P  | Továbbjutás                          |     | Szovjetunió | Csehszlovákia | Wales | Izland | Törökország |
| ----- | ------------- | - | -- | - | - | -- | -- | --- | -- | ------------------------------------ | --- | ----------- | ------------- | ----- | ------ | ----------- |
| 1.    | Szovjetunió   | 8 | 6  | 2 | 0 | 20 | 2  | +18 | 14 | Kijutott az 1982-es világbajnokságra |     | —           | 2–0           | 3–0   | 5–0    | 4–0         |
| 2.    | Csehszlovákia | 8 | 4  | 2 | 2 | 15 | 6  | +9  | 10 | Kijutott az 1982-es világbajnokságra |     | 1–1         | —             | 2–0   | 6–1    | 2–0         |
| 3.    | Wales         | 8 | 4  | 2 | 2 | 12 | 7  | +5  | 10 |                                      |     | 0–0         | 1–0           | —     | 2–2    | 4–0         |
| 4.    | Izland        | 8 | 2  | 2 | 4 | 10 | 21 | −11 | 6  |                                      | 1–2 | 1–1         | 0–4           | —     | 2–0    |             |
| 5.    | Törökország   | 8 | 0  | 0 | 8 | 1  | 22 | −21 | 0  |                                      | 0–3 | 0–3         | 0–1           | 1–3   | —      |             |

### 4. csoport
| Hely. | Csapat       | M | Gy | D | V | G+ | G– | Gk | P  | Továbbjutás                          |     | Magyarország | Anglia | Románia | Svájc | Norvégia |
| ----- | ------------ | - | -- | - | - | -- | -- | -- | -- | ------------------------------------ | --- | ------------ | ------ | ------- | ----- | -------- |
| 1.    | Magyarország | 8 | 4  | 2 | 2 | 13 | 8  | +5 | 10 | Kijutott az 1982-es világbajnokságra |     | —            | 1–3    | 1–0     | 3–0   | 4–1      |
| 2.    | Anglia       | 8 | 4  | 1 | 3 | 13 | 8  | +5 | 9  | Kijutott az 1982-es világbajnokságra |     | 1–0          | —      | 0–0     | 2–1   | 4–0      |
| 3.    | Románia      | 8 | 2  | 4 | 2 | 5  | 5  | 0  | 8  |                                      |     | 0–0          | 2–1    | —       | 1–2   | 1–0      |
| 4.    | Svájc        | 8 | 2  | 3 | 3 | 9  | 12 | −3 | 7  |                                      | 2–2 | 2–1          | 0–0    | —       | 1–2   |          |
| 5.    | Norvégia     | 8 | 2  | 2 | 4 | 8  | 15 | −7 | 6  |                                      | 1–2 | 2–1          | 1–1    | 1–1     | —     |          |

### 5. csoport
| Hely. | Csapat      | M | Gy | D | V | G+ | G– | Gk  | P  | Továbbjutás                          |     | Jugoszlávia | Olaszország | Dánia | Görögország | Luxemburg |
| ----- | ----------- | - | -- | - | - | -- | -- | --- | -- | ------------------------------------ | --- | ----------- | ----------- | ----- | ----------- | --------- |
| 1.    | Jugoszlávia | 8 | 6  | 1 | 1 | 22 | 7  | +15 | 13 | Kijutott az 1982-es világbajnokságra |     | —           | 1–1         | 2–1   | 5–1         | 5–0       |
| 2.    | Olaszország | 8 | 5  | 2 | 1 | 12 | 5  | +7  | 12 | Kijutott az 1982-es világbajnokságra |     | 2–0         | —           | 2–0   | 1–1         | 1–0       |
| 3.    | Dánia       | 8 | 4  | 0 | 4 | 14 | 11 | +3  | 8  |                                      |     | 1–2         | 3–1         | —     | 0–1         | 4–0       |
| 4.    | Görögország | 8 | 3  | 1 | 4 | 10 | 13 | −3  | 7  |                                      | 1–2 | 0–2         | 2–3         | —     | 2–0         |           |
| 5.    | Luxemburg   | 8 | 0  | 0 | 8 | 1  | 23 | −22 | 0  |                                      | 0–5 | 0–2         | 1–2         | 0–2   | —           |           |

### 6. csoport
| Hely. | Csapat         | M | Gy | D | V | G+ | G– | Gk | P  | Továbbjutás                          |     | Skócia | Észak-Írország | Svédország | Portugália | Izrael |
| ----- | -------------- | - | -- | - | - | -- | -- | -- | -- | ------------------------------------ | --- | ------ | -------------- | ---------- | ---------- | ------ |
| 1.    | Skócia         | 8 | 4  | 3 | 1 | 9  | 4  | +5 | 11 | Kijutott az 1982-es világbajnokságra |     | —      | 1–1            | 2–0        | 0–0        | 3–1    |
| 2.    | Észak-Írország | 8 | 3  | 3 | 2 | 6  | 3  | +3 | 9  | Kijutott az 1982-es világbajnokságra |     | 0–0    | —              | 3–0        | 1–0        | 1–0    |
| 3.    | Svédország     | 8 | 3  | 2 | 3 | 7  | 8  | −1 | 8  |                                      |     | 0–1    | 1–0            | —          | 3–0        | 1–1    |
| 4.    | Portugália     | 8 | 3  | 1 | 4 | 8  | 11 | −3 | 7  |                                      | 2–1 | 1–0    | 1–2            | —          | 3–0        |        |
| 5.    | Izrael         | 8 | 1  | 3 | 4 | 6  | 10 | −4 | 5  |                                      | 0–1 | 0–0    | 0–0            | 4–1        | —          |        |

### 7. csoport
| Hely. | Csapat        | M | Gy | D | V | G+ | G– | Gk  | P | Továbbjutás                          |     | Lengyelország | Német Demokratikus Köztársaság | Málta |
| ----- | ------------- | - | -- | - | - | -- | -- | --- | - | ------------------------------------ | --- | ------------- | ------------------------------ | ----- |
| 1.    | Lengyelország | 4 | 4  | 0 | 0 | 12 | 2  | +10 | 8 | Kijutott az 1982-es világbajnokságra |     | —             | 1–0                            | 6–0   |
| 2.    | NDK           | 4 | 2  | 0 | 2 | 9  | 6  | +3  | 4 |                                      |     | 2–3           | —                              | 5–1   |
| 3.    | Málta         | 4 | 0  | 0 | 4 | 2  | 15 | −13 | 0 |                                      | 0–2 | 1–2           | —                              |       |

## Kijutott csapatok
Az alábbi tizennégy csapat jutott ki az UEFA-zónából az 1982-es labdarúgó-világbajnokságra.
| Csapat         | Kijutás                   | Kijutás dátuma     | Korábbi részvételek a világbajnokságon1                    |
| -------------- | ------------------------- | ------------------ | ---------------------------------------------------------- |
| Spanyolország  | Rendező                   | 1966. július 6.    | 5 (1934, 1950, 1962, 1966, 1978)                           |
| NSZK           | 1. csoport győztese       | 1981. október 14.  | 9 (19342, 19382, 1954, 1958, 1962, 1966, 1970, 1974, 1978) |
| Ausztria       | 1. csoport 2. helyezettje | 1981. november 11. | 4 (1934, 1954, 1958, 1978)                                 |
| Belgium        | 2. csoport győztese       | 1981. október 14.  | 5 (1930, 1934, 1938, 1954, 1970)                           |
| Franciaország  | 2. csoport 2. helyezettje | 1981. december 5.  | 7 (1930, 1934, 1938, 1954, 1958, 1966, 1978)               |
| Szovjetunió    | 3. csoport győztese       | 1981. október 28.  | 4 (1958, 1962, 1966, 1970)                                 |
| Csehszlovákia  | 3. csoport 2. helyezettje | 1981. november 29. | 6 (1934, 1938, 1954, 1958, 1962, 1970)                     |
| Magyarország   | 4. csoport győztese       | 1981. október 31.  | 7 (1934, 1938, 1954, 1958, 1962, 1966, 1978)               |
| Anglia         | 4. csoport 2. helyezettje | 1981. november 18. | 6 (1950, 1954, 1958, 1962, 1966, 1970)                     |
| Jugoszlávia    | 5. csoport győztese       | 1981. október 17.  | 6 (1930, 1950, 1954, 1958, 1962, 1974)                     |
| Olaszország    | 5. csoport 2. helyezettje | 1981. október 17.  | 9 (1934, 1938, 1950, 1954, 1962, 1966, 1970, 1974, 1978)   |
| Skócia         | 6. csoport győztese       | 1981. október 28.  | 4 (1954, 1958, 1974, 1978)                                 |
| Észak-Írország | 6. csoport 2. helyezettje | 1981. november 18. | 1 (1958)                                                   |
| Lengyelország  | 7. csoport győztese       | 1981. október 10.  | 3 (1938, 1974, 1978)                                       |

1 Félkövérrel az adott év világbajnokai vannak jelölve. Dőlt betűvel az adott év rendezői kerültek feltüntetésre.
2 Németország néven.